# Amyntas II av Makedonien
 Amyntas II var kung av Makedonien från 393 till 393 f.Kr.